# Galleria a giorno

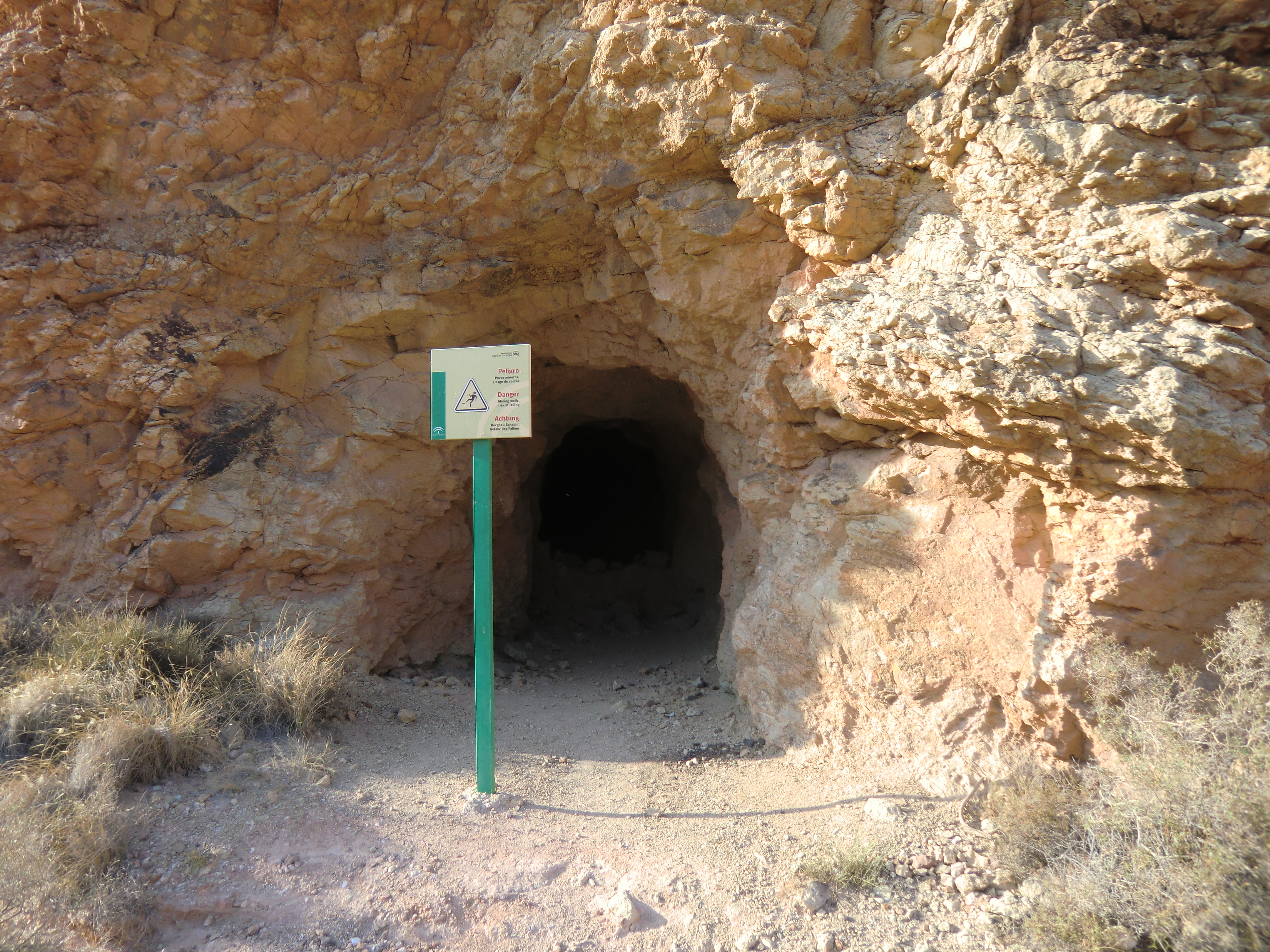
Ingresso di una galleria a giorno in Spagna

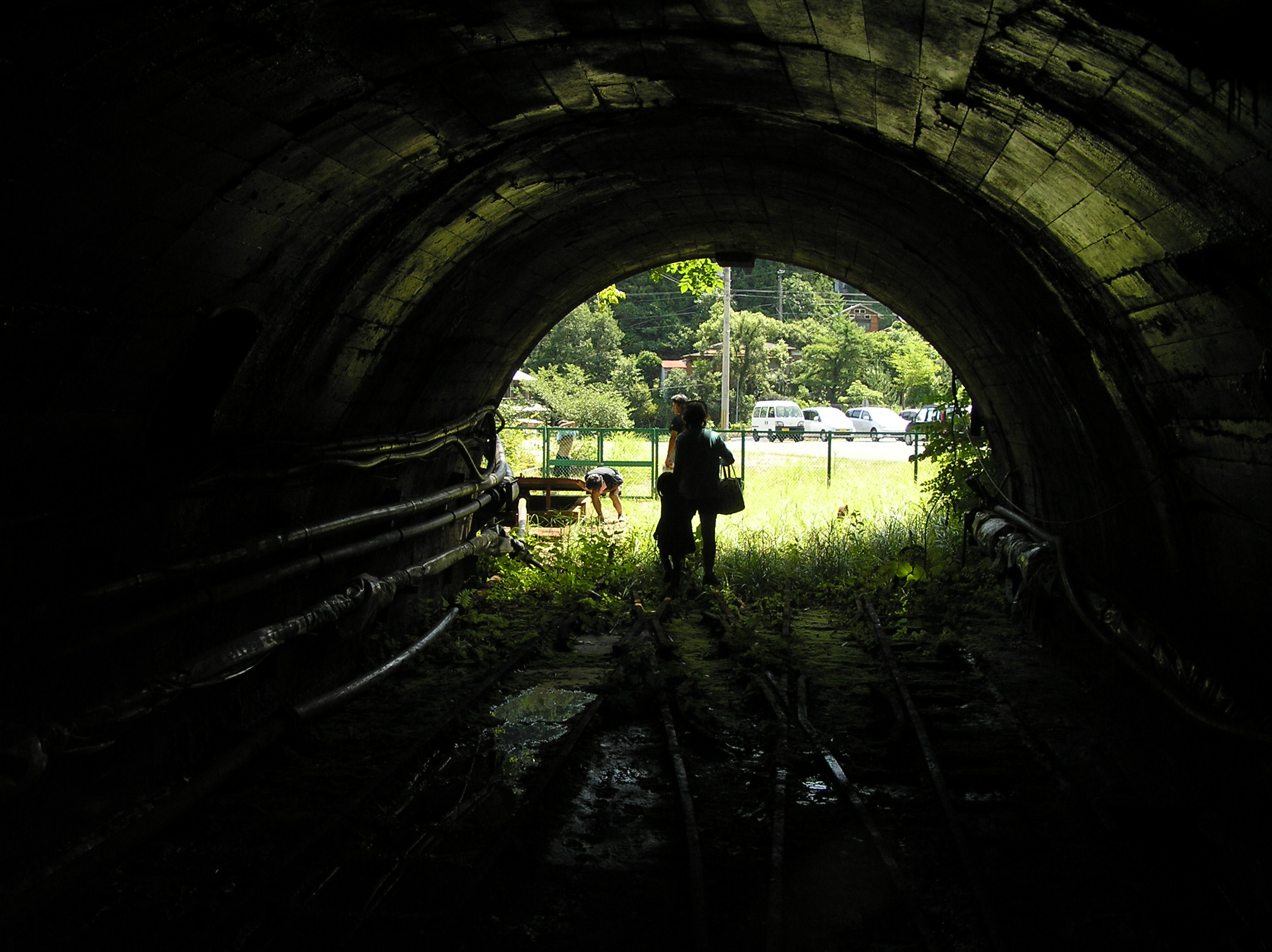
Uscita di una galleria a giorno in Giappone

La galleria a giorno, in gergo minerario, è una galleria dallo sviluppo interamente orizzontale, il cui accesso avviene non per mezzo di un pozzo, ma direttamente attraverso un'apertura verticale in una parete rocciosa. Le gallerie a giorno possono avere sia funzione di carreggio, ossia di trasporto del minerale estratto, sia funzione estrattiva, fungendo da collegamento con l'esterno per le parti centrali della miniera.
Anche in architettura, in particolare per gli edifici religiosi, si usa a volte il termine galleria a giorno.